# Смирнов, Фёдор Владимирович (инженер)
Фёдор Владимирович Смирнов (30 апреля (12 мая) 1871 — 1929) — российский военный инженер, архитектор.
Образование получил в кадетском корпусе. В службу вступил в 1890-м году. Окончил 2-е военное Константиновское училище. Выпущен в 18-й пехотный Вологодский полк. Подпоручик (1891). Поручик (1895). Штабс-капитан (1900). Окончил Николаевскую инженерную академию (1901; по 1-му разряду). Капитан (1901; за отличные успехи в науках) с переводом в военные инженеры. Обер-офицер Ташкентской инженерной дистанции (с 1902). И.д. помощника начальника Ферганской инженерной дистанции (28.03.−12.08.1910). Подполковник (1910). Помощник начальника Ташкентской инженерной дистанции (с 1910). Помощник начальника Ташкентского отдела по квартирному довольствию войск (с 12.08.1912). Делопроизводитель по строительной части окружного управления по квартирному довольствию войск Туркестанского ВО (с 1913). Полковник (1914). На 1916 в том же чине и должности.
Разработал проект Собора Святителя Алексия в Самарканде, был производителем работ Храма Александра Невского в Ташкенте. Автор проекта часовни Люпова в Жигулях